# Torres Bermejas
Torres Bermejas es una fortaleza situada en la colina del Mauror, frente a la Alhambra, en Granada, comunidad autónoma de Andalucía, España, que formó parte del amurallamiento de la Granada musulmana.

## Descripción
Actualmente subsisten tres torres de argamasa, con puerta abierta entre dos de ellas, con un baluarte en su parte que mira hacia el Albaicín, y un aljibe bajo el mismo. Las tres torres son de diferente tamaño, siendo la mayor la del centro, con tres plantas.
Originalmente, formaban parte de un castillo, "Hizn Mawror", que estaba situado en la cerca oriental de la ciudad nueva, junto al barrio del mismo nombre. Con la ampliación de la ciudad hacia el Este, en época almorávide, quedó dentro del recinto. Se construyó en una época tan temprana como el siglo IX, aunque sufrió sucesivas remodelaciones en época nazarí, y en los siglos XVI y XX.
Está gestionado administrativamente por el Patronato de la Alhambra y el Generalife, al encontrarse el monumento incorporado en el perímetro de las murallas de la Alhambra.